# Franz Brorsson
Franz Brorsson (Trelleborg, 30 de enero de 1996) es un futbolista sueco que juega en la demarcación de defensa para el APOEL de Nicosia de la Primera División de Chipre.

## Selección nacional
Tras jugar con la selección de fútbol sub-17 de Suecia, la sub-19 y la sub-21, finalmente hizo su debut con la selección absoluta el 8 de enero de 2017 en un encuentro amistoso contra Costa de Marfil que finalizó con un resultado de 2-1 a favor del combinado marfileño tras los goles de Serge N'Guessan y Giovanni Sio para Costa de Marfil, y un autogol de Wilfried Kanon para Suecia.

## Clubes
| Club                | País      | Año       | Partidos | Goles |
| ------------------- | --------- | --------- | -------- | ----- |
| Malmö FF            | Suecia    | 2015-2020 | 110      | 3     |
| Esbjerg fB (cedido) | Dinamarca | 2020      | 8        | 1     |
| Malmö FF            | Suecia    | 2020-2021 | 52       | 2     |
| Aris de Limassol    | Chipre    | 2022-2024 | 92       | 1     |
| Atromitos de Atenas | Grecia    | 2024-2025 | 31       | 0     |
| APOEL de Nicosia    | Chipre    | 2025-     |          |       |

## Palmarés

### Campeonatos nacionales
| Título                     | Club             | País   | Año  |
| -------------------------- | ---------------- | ------ | ---- |
| Allsvenskan                | Malmö FF         | Suecia | 2016 |
| Allsvenskan                | Malmö FF         | Suecia | 2017 |
| Allsvenskan                | Malmö FF         | Suecia | 2020 |
| Allsvenskan                | Malmö FF         | Suecia | 2021 |
| Primera División de Chipre | Aris de Limassol | Chipre | 2023 |
| Supercopa de Chipre        | Aris de Limassol | Chipre | 2023 |